# Акат
Акат (аката, акатий) — парусно-гребной 2- или 3-мачтовый корабль крейсерского назначения, имевший на борту до 20 пушек (не следует путать с лёгким одноимённым античным судном). В конце XVIII века в составе русского Черноморского флота были акаты длиной около 29 м, шириной около 8 м, осадкой около 3,3 м. Заложили акаты в ноябре 1790 года.

## Техническое описание
Длина — 29 м, ширина — 7,96 м, глубина (высота от трюма до палубы) — 3,37 м. Артиллерийское вооружение — «…на носу передовых гаубиц 3-пудовых две, боковых полукартаульных единорогов 10, на юте и боке 8-фунтовых единорогов 6». Для абордажных действий на акате находились сто мушкетёров, шесть офицеров, восемь унтер-офицеров и барабанщиков.

## Историческая справка
Воссоздать внешний вид и конструкцию акатов удалось по сохранившимся документам. Чертежи «удостоверены» подписью корабельного мастера Александра Катасонова.
Заложили акаты осенью 1790 года. Потемкин как главнокомандующий флотом назначил строителем акатов корабельного подмастерья капитана А. П. Соколова. В другом документе князь Потемкин предписывал поручить строить суда греческому мастеру, причём не на обычных стапелях, а на «столбах». Можно предположить, что акаты строил безымянный грек, а А. П. Соколов осуществлял общее руководство и надзор.
Первоначально предполагалось построить серию акатов и использовать их для крейсерской и посыльной службы, однако после смерти князя их строительство прекратилось. За всё время было построено только два судна этого класса «Ирина» и № 2. Оба судна были спущены на воду в 1791 году.
Акат «Ирина» входил в состав Черноморской эскадры Ф. Ф. Ушакова, и принимал участие в его Средиземноморской экспедиции, а акат № 2 — в эскадру контр-адмирала И. Т. Овцына. Оба аката показали себя боеспособными и прочными судами. О дальнейшей судьбе акатов известно, что «службу» на флоте они закончили портовыми судами в Севастополе. Последние данные о них датируются 1805 годом. Эти оригинальные по типу и конструкции корабли никогда больше не строились ни в русском, ни других флотах.